# American Association for Artificial Intelligence
AAAI son las siglas de Association for the Advancement of Artificial Intelligence, entidad que inicialmente se llamó American Association for Artificial Intelligence. Es una organización estadounidense dedicada al estudio de la inteligencia artificial.
La organización, fundada en 1979, cuenta en la actualidad con cerca de 6000 socios repartidos por todo el mundo. A lo largo de su historia, la organización ha estado presidida por importantes personalidades de la informática, como Allen Newell, Edward Feigenbaum, Marvin Minsky, John McCarthy y Alan Mackworth, siendo este último el presidente actual. En 2016 fue nombra presidenta la científica informática española Yolanda Gil.
La AAAI patrocina y participa en mucha de las conferencias y simposios más importantes sobre IA, que se celebran a lo largo del año en distintos puntos de Estados Unidos y de Europa. También es responsable de la prestigiosa publicación AI Magazine, y de varios libros relacionados con la IA.
AAAI organiza la Conferencia de AAAI sobre la Inteligencia Artificial, que se considera una de las principales conferencias en el campo de la inteligencia artificial.